# Geophila afzelii
Geophila afzelii är en måreväxtart som beskrevs av William Philip Hiern. Geophila afzelii ingår i släktet Geophila och familjen måreväxter. Inga underarter finns listade i Catalogue of Life.